# Drevin

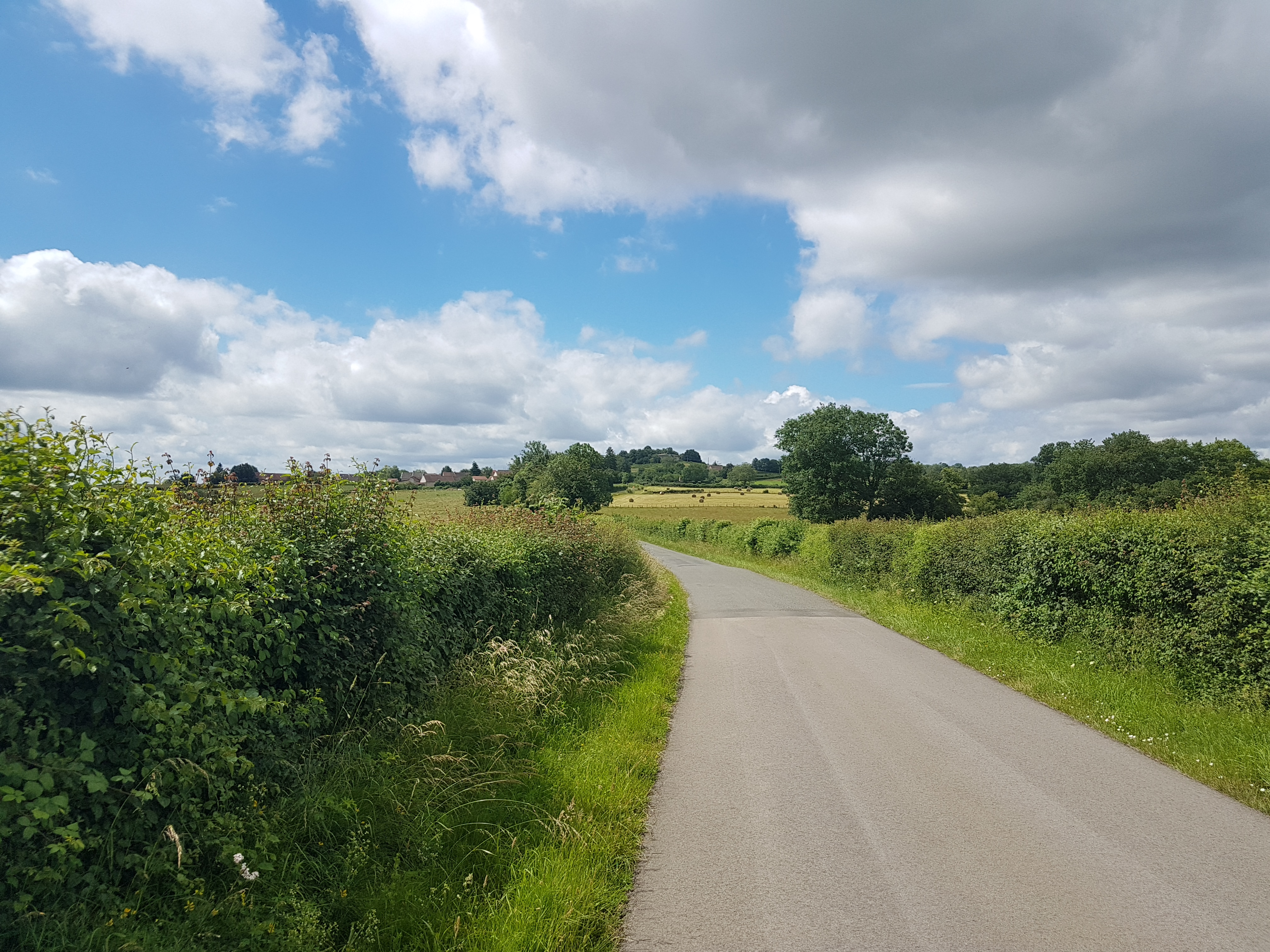

Drevin is een dorp gelegen in Frankrijk en maakt deel uit van de gemeente Saint-Pierre-de-Varennes.

## Vulkaan Drevin
De locatie waar het dorp is gesitueerd is tevens de plek van een uitgedoofde vulkaan. De vulkaan is ontstaan in het Cenozoïcum tijdperk. Binnen deze periode van gebergte vorming zijn uiteindelijk de alpen ontstaan, zoals we die nu kennen. Dit tijdperk van gebergtevorming is ook wel aan te duiden als; ''Alpiene orogenese''. Er zijn twee toppen te onderscheiden van de vulkaan Drevin, waarvan er een top tot 494 meter hoog reikt en de ander tot 492 meter.

## Achternaam
Het is tot op heden onduidelijk of de achternaam Drevin enige referenties heeft met dit dorp.